# Václav Hruška
Václav Hruška (12. června 1909 – ?) byl český fotbalista v pražských klubech, československý reprezentant.

## Sportovní kariéra
V československé reprezentaci odehrál v letech 1932–1935 dvě utkání a dal v nich jeden gól (v přátelském zápase s Německem). Jednou hrál i za reprezentační B mužstvo a dvakrát za amatérskou reprezentaci.
V lize hrál za Viktorii Žižkov (1930–1934), po sestupu Žižkova z 1. ligy přestoupil do Spartu Praha (1933–1937), s níž získal roku 1936 titul mistra. V lize odehrál 76 utkání a dal 28 gólů. Desetkrát startoval ve Středoevropském poháru a dal zde dva góly.